# 甲府鳥もつ煮
甲府鳥もつ煮（こうふとりもつに）は、山梨県で食べられている、ニワトリのモツを砂糖と醤油で照り煮し、町おこしを目的とした地元の料理。もつ煮込ではなく、甘辛く味付けし照りが出るまで煮詰めたものであり、「B級ご当地グルメ」のひとつに分類されている。

## 概要
山梨県内で「鳥もつ煮」と呼ばれているが、町おこしのために山梨県甲府市の名を採って「甲府鳥もつ煮」と呼ぶ事が始まった。また、山梨県内で広く食されることから、同県と同じ範囲にあった令制国・甲斐国の通称を採って「甲州鳥もつ煮」とも呼ばれる。
この地域における鳥もつ煮の発祥・伝播は、1950年（昭和25年）頃に「鳥のもつが捨てられていてもったいない。なにか安くて美味しいものができないものか」と山梨県甲府市の蕎麦屋で考案したもので、それが評判となって他の飲食店に広がっていき、甲府の特徴的な食文化のひとつとなった。ただし、鳥臓物を煮込んだ料理は、地域独自・限定の文化ではなく、類似する料理は、他の地域でも存在する（後述）。
鳥もつと総称される部位のうち、主に砂肝、ハツ、レバー、キンカンなど、以前は捨てていた部位を活用・工夫した料理である。牛や豚の内臓肉を使用したもつ煮込み（関東の煮込みや九州のもつ鍋）とは異なる。甲府市観光課のレシピや「奥藤（おくとう）」のレシピにおいて、基本の調味料は砂糖と醤油だけであり、作り方は鍋やフライパンに調味料を入れて煮立たせタレにし、泡立ったら鳥もつを入れて絡めながら煮詰め、タレに照りが出て飴状になって汁気がなくなったら完成である。大量の砂糖醤油を使ったタレで、旨味を閉じ込めており、このタレ自体は焼き鳥で使用されるタレに類似している。
山梨県内では、蕎麦屋・ほうとう屋などの定番メニューとして認知されており、「鳥もつ」といえばこれの事を指す。甲府市役所が発行する甲府市観光ガイドや甲府市公式サイトには、甲府ブランドのひとつとして、ほうとうや煮貝などと並んで紹介されている。また県内スーパーの動向として、定番の惣菜としてよく取り扱われる時期から、2000年代頃では惣菜の種類が増えたこともあり、店頭扱いが低下傾向の時期を経て、B-1グランプリ優勝後は、再度定番の惣菜として置かれるようになった。
2008年の調査では、甲府市近郊の蕎麦屋51店で当メニューを扱っており、前菜や酒のつまみ・蕎麦の定食・米飯の上にのせた「鳥もつ丼」で食べられている。甲府市役所の若手職員有志で結成された「みなさまの縁をとりもつ隊」という団体は、本料理の普及活動をメインに行っており、イベント時の宣伝キャラクターは「とりもっちゃん」・「えん丸くん」。
甲府市内には、これらに賛同して料理の基準を満たした「甲府鳥もつ煮のぼり旗」を掲げた店舗が多いが、独自の調理方法や具材を使用する店舗も存在する。

## 歴史
2008年（平成20年）から、甲府市役所職員の若手有志がまちおこし団体「みなさまの縁をとりもつ隊」を旗揚げ、「甲府鳥もつ煮」のブランド名で、甲府のB級グルメとして「鳥もつ」の全国に向けてのPR活動が行われており、「縁をとりもつ」という語呂合わせとともに、B級ご当地グルメブームと地域おこしの二つの概念から知名度の向上を目指している。2009年、愛Bリーグに加盟、準会員を経て2010年4月に正会員に昇格した。
2009年11月5日放送の『秘密のケンミンSHOW』（読売テレビ）では「そば屋で鳥もつ煮が習慣的に食べられている」、「焼き鳥屋では鳥もつ煮を販売していない店がある」と紹介された。
2010年（平成22年）9月18、19日に開催された「第5回B-1グランプリin厚木」に初出場し、ゴールドグランプリ（優勝）を獲得した。第1回を除くと、初出場初優勝は初のケースとなった。
B-1グランプリ優勝後、甲府鳥もつ煮を食べに現地へ向かう客が増えるなど、関連する地域や産業にて大きな経済効果を生み出し、観光資源として定着した。その一方、山梨県内で取り扱う飲食店が急増したことや、インターネット上の通信販売・山梨県外のイベントなどにおいて、味がいまひとつの物や類似品も出回り、利用者より「品質が悪い」などとクレームが寄せられた。
その対応策として「みなさまの縁をとりもつ隊」では材料や調理法、おもてなしの心など、一定の基準を設けた認定制度を設ける取り組みが進められており、まず2010年11月に『甲府鳥もつ煮の幟旗』が商標登録された。現在マスコットキャラクターの『とりもっちゃん』及び『えん丸くん』のデザインが商標登録出願中であり、最終的に『甲府鳥もつ煮』の名称も登録することを視野に入れている。

## 類似の料理
鳥臓物を煮込んだ類似する料理は、一部地域で存在する。
- 中華料理には、ニワトリのモツを生姜・八角と共に醤油で煮込んだ料理がある。完成品は甲府鳥もつ煮のように汁気が少なく類似しているが、薬味と共に煮込んでいるため風味が異なる。
- 山形県新庄市では、古くから鳥のもつ煮込みが食べられており、とりもつをラーメンに乗せたとりもつラーメンも名物となっている。一般的なもつ煮込みと同様、水から煮込んで味噌や醤油などで味をつける。